# Quilmes AC
A Quilmes AC egy argentin labdarúgócsapat Quilmes városában. A egyesületet 1887. november 27-én alapították.
A csapat a másodosztályban játszik. Ez a legréggebben létrejött klub, amely még jelenleg is az argentin labdarúgó-szövetség bajnokságában szerepel.
Kétszer nyerték meg az első osztályt és egyszer a Copa de Honor Municipalidad de Buenos Airest.

## Sikerek
Primera División
- Bajnok (2): 1912 AFA, 1978 Metropolitano

Copa de Honor Municipalidad de Buenos Aires
- Győztes (1): 1908
- Döntős (2): 1905, 1907

Copa de Competencia Jockey Club
- Döntős (1): 1912

Copa de Honor Cousenier
- Döntős (1): 1908

## Fordítás
Ez a szócikk részben vagy egészben  a   Quilmes Atlético Club című angol Wikipédia-szócikk fordításán alapul.  Az eredeti cikk szerkesztőit annak laptörténete sorolja fel. Ez a jelzés csupán a megfogalmazás eredetét és a szerzői jogokat jelzi, nem szolgál a cikkben szereplő információk forrásmegjelöléseként.